# Andreas Karker
Andreas Karker (født 17. januar 1958 i København) er en dansk journalist, forfatter og tidligere politisk redaktør.
Han er søn af en overlæge og en universitetslektor og blev uddannet fra Danmarks Journalisthøjskole i 1985 efter praktik på Ekstra Bladet.
Fra 1986 var han ansat på dagbladet B.T., hvor han fra 1994 dækkede dansk politik. Fra 2017 var han politisk redaktør for BTMX, der var navnet på det selskab, der blev dannet, da B.T. og metroXpress fusionerede. I forbindelse med en sparerunde på B.T. i sommeren 2021 tog han en frivillig fratrædelse.
Andreas Karker har i årene 2004-2018 skrevet i alt syv politiske biografier sammen med andre journalister. Særligt stor opmærksomhed fik LLR om Lars Løkke Rasmussen, der udkom i 2014 og tegnede et billede af et Venstre i splittelse. Bogen afslørede blandt andet, at Venstres næstformand Kristian Jensen havde godkendt ordlyden af et angreb på Lars Løkke Rasmussen, som Jens Rohde lagde navn til. Selv talte Løkke bogen ned og sagde, at den ikke indeholdt de store nyheder.
Også biografien Inger - der hvor hun kommer fra om Inger Støjberg fra 2016 satte en nyhedsdagsorden. I bogen erkendte hun, at hun under under Lars Løkke Rasmussens bilagssag i 2014 stillede sit eget folketingskandidatur til rådighed. Støjbergs kredsbestyrelse så gerne, at hun offentligt tog afstand fra Løkke Rasmussen. Det afviste hun.
I 2019 blev han optaget i Kraks Blå Bog.